# Massacre dos Sessenta
O Massacre dos Sessenta, ou Sábado Negro (amárico:  ጥቁሩ ቅዳሜ, tikuru kidami), foi uma execução que ocorreu em Adis Abeba, Etiópia, encomendada pelo governo do Derg contra 60 ex-funcionários do governo encarcerados na prisão de Kerchele na manhã de 23 de novembro de 1974.  A prisão era comumente chamada de Alem Bekagn, "Despedida do mundo".
A Revolução Etíope começou cerca de dez semanas antes do massacre. Antes deste ponto, o Derg foi capaz de instilar esperança entre as pessoas de que a revolução poderia continuar sem derramamento de sangue. Sintetizado pelo slogan "Ityopiya tikdem, yala mimin dem" - "Etiópia primeiro, sem derramamento de sangue".
O massacre pressagiava o Terror Vermelho e a Guerra Civil Etíope que se seguiria anos depois.